# Hagen, Göteborg

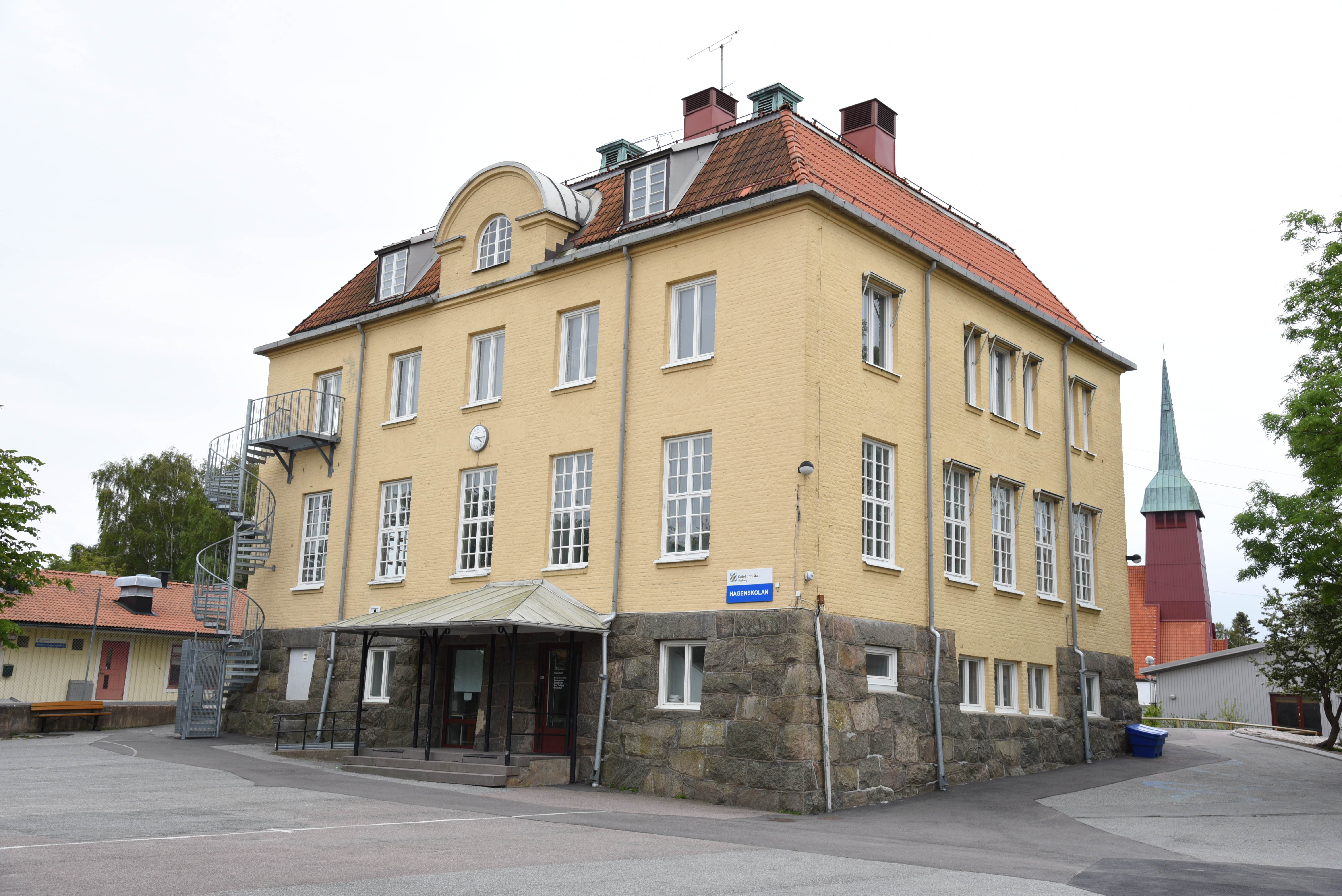
Hagenskolan.

Hagen är ett primärområde i stadsområde Sydväst i Göteborgs kommun. Primärområdet sträcker sig i väster till Käringberget, i söder till Torgny Segerstedtsgatan och Berglärkan, och i öster till Kungssten och Nya Varvet.

## Historia
Hagen ligger i Västra Frölunda socken och ingick efter kommunreformen 1862 i Västra Frölunda landskommun. I denna inrättades 19 augusti 1910 Hagens municipalsamhälle, vilket 1 januari 1922 uppgick i Älvsborgs municipalsamhälle. Detta i sin tur upplöstes 1 januari 1945 när landskommunen uppgick i Göteborgs stad.
Hagen har huvudsakligen småhusbebyggelse, men på 1990-talet byggdes områden med lägenheter i Tore Dammsbergen.

## Nyckeltal

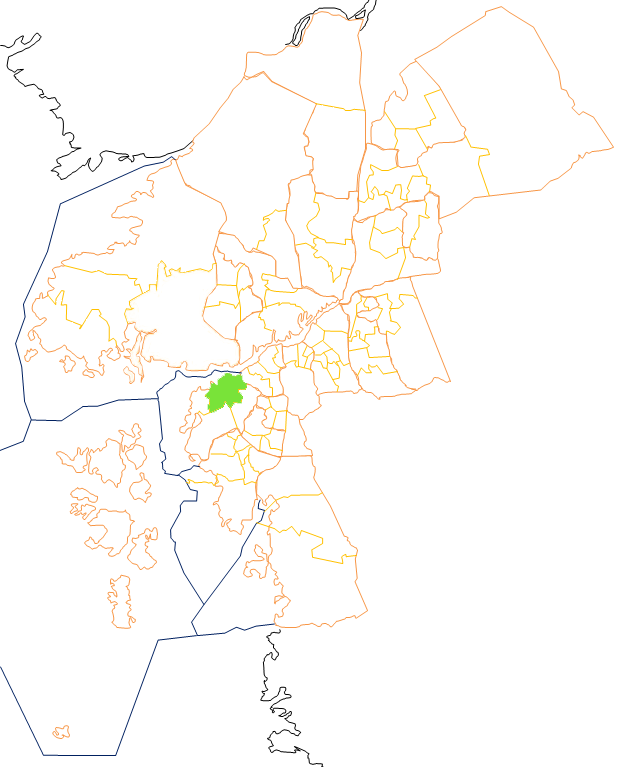
Hagen

Nyckeltalen redovisar statistik som beskriver Göteborg och dess 96 delområden, primärområden, per den 31 december och kan användas för att jämföra de olika områdena. Nedan redovisas uppgifter för primärområdet och jämförelse görs mot uppgifterna för hela kommunen.
|                                                           | Hagen      | Hela Göteborg |
| --------------------------------------------------------- | ---------- | ------------- |
| Folkmängd                                                 | 5 761      | 587 549       |
| Befolkningsförändring 2020–2021                           | -41        | +4 493        |
| Andel födda i utlandet                                    | 10,6 %     | 28,3 %        |
| Andel utrikes födda eller med två utrikes födda föräldrar | 13,3 %     | 38,1 %        |
| Medelinkomst                                              | 487 800 kr | 332 400 kr    |
| Arbetslöshet                                              | 2,2 %      | 6,6 %         |
| Antal ersatta dagar från F-kassan per person (16-64 år)   | 12,0       | 19,5          |
| Andel med eftergymnasial utbildning (minst 3 år)          | 55,4 %     | 37,9 %        |
| Andel bostäder före 1941                                  | 27,9 %     |               |
| Andel bostäder i allmännyttan                             | 0,0 %      | 25,9 %        |
| Antal färdigställda bostäder 2021                         | 1          |               |
| Andel bostäder i småhus                                   | 66,5 %     | 18,3 %        |

## Stadsområdes- och stadsdelsnämndstillhörighet
Primärområdet tillhörde fram till årsskiftet 2020/2021 stadsdelsnämndsområdet Västra Göteborg och ingår sedan den 1 januari 2021 i stadsområde Sydväst.